# Hôtel Adanson
L'hôtel Adanson est un hôtel particulier situé au n° 1 de la rue Adanson, à Aix-en-Provence (France).

## Historique
L'hôtel fut construit au XVIIe siècle. 
Guillaume Poitevin, maître de chapelle et notamment professeur d'André Campra et de Jean Gilles, en a été propriétaire à la fin du siècle.
Le 27 avril 1727 le célèbre botaniste aixois Michel Adanson y naquit. 

## Architecture
La façade de l'hôtel date de la deuxième moitié du XIXe siècle.
Sa porte d'entrée d'origine en noyer de style Louis XIV est bien conservée.